# هابلينكورت
هابلينكورت (بالفرنسية: Haplincourt)‏ هي بلدية تقع في إقليم باد كاليه من منطقة نور با دو كاليه في شمال فرنسا. تبلغ مساحة هذه المدينة 5.11 (كم²)، وترتفع عن سطح البحر 115 م، يبلغ عدد سكانها 210 نسمة حسب إحصاء المعهد الوطني للإحصاء والدراسات الاقتصادية سنة 2009 م. وترأس Philippe Fatien البلدية خلال فترة (2008-2014).